# Saga de La calle del terror
La trilogía de La calle del terror es una serie de películas de terror y slasher estadounidense, con diferentes subgéneros de terror. Dirigida por Leigh Janiak, a partir de guiones e historias que coescribió con otros colaboradores, las películas se basan en la serie de libros de R. L. Stine del mismo nombre. La historia general se centra en los adolescentes que trabajan para romper la maldición que se ha apoderado de su ciudad durante cientos de años. Producida y desarrollada por 20th Century Fox y Chernin Entertainment, los derechos cinematográficos fueron finalmente comprados por Netflix luego de la compra de 21st Century Fox por parte de The Walt Disney Company.  Las tres películas se rodaron una tras otra y se estrenaron semanalmente de forma poco convencional como películas originales de Netflix en julio de 2021.
El 14 de enero de 2024 se confirmó el desarrollo de una cuarta película, en esta ocasión, basada en la novela The Prom Queen. La nueva película está programada para ser distribuida el 23 de mayo de 2025.

## Desarrollo
En octubre de 1997, Hollywood Pictures llegó a un acuerdo para adquirir la serie de libros La calle del terror, que se desarrollaría con Parachute Entertainment como una franquicia de largometrajes tipo Scream. Los desarrollos nunca se materializaron. En octubre de 2015, 20th Century Studios (entonces conocida como 20th Century Fox antes de su adquisición por Disney) y Chernin Entertainment estaban desarrollando una película basada en la serie La calle del terror de Stine. El 13 de febrero de 2017, The Tracking Board informó que Kyle Killen escribiría el guion de la película. También se informó que Zak Olkewicz y Phil Graziadei redactarían guiones para películas. Janiak dirigiría la película, reescribiendo el guion con su compañero Phil Graziadei. Las películas debían filmarse una tras otra, con la intención de estrenarlas en los cines con un mes de diferencia. Janiak describe el formato como un «híbrido de contenido de televisión tradicional y películas», con cada entrega destinada a tener un final satisfactorio y conectarse con la historia más amplia.
Se informó que la serie se centra en una joven pareja de lesbianas, que navega por su difícil relación cuando son blanco de horrores locos en su pequeña ciudad. En marzo de 2019, la filmación comenzó en Atlanta y East Point, Georgia, con algunas partes filmadas en el Parque Estatal Hard Labor Creek en Rutledge en agosto de 2019. El rodaje duró 106 días y concluyó en septiembre de 2019.
En abril de 2020, Chernin Entertainment terminó su acuerdo de distribución con 20th Century Studios e hizo un acuerdo de primera vista de varios años con Netflix. Tras los cambios de estudio, tras la adquisición por parte de The Walt Disney Company, los derechos de distribución se vendieron a Netflix en agosto de 2020.

## Películas
| Película                                       | Fecha de lanzamiento original | Director     | Guionistas                                 | Historia de                                 | Productores                                |
| ---------------------------------------------- | ----------------------------- | ------------ | ------------------------------------------ | ------------------------------------------- | ------------------------------------------ |
| La calle del terror (Parte 1): 1994            | 2 de julio de 2021            | Leigh Janiak | Phil Graziadei y Leigh Janiak              | Kyle Killen y Phil Graziadei y Leigh Janiak | Peter Chernin, Jenno Topping y David Ready |
| La calle del terror (Parte 2): 1978            | 9 de julio de 2021            | Leigh Janiak | Zak Olkewicz y Leigh Janiak                | Zak Olkewicz, Phil Graziadei y Leigh Janiak | Peter Chernin, Jenno Topping y David Ready |
| La calle del terror (Parte 3): 1666            | 16 de julio de 2021           | Leigh Janiak | Phil Graziadei, Leigh Janiak y Kate Trefry | Phil Graziadei, Leigh Janiak y Kate Trefry  | Peter Chernin, Jenno Topping y David Ready |
| La calle del terror (Parte 4): Reina Del Baile | 23 de mayo de 2025            | -            | -                                          |                                             |                                            |

### La calle del terror (Parte 1): 1994
Después de una serie de ataques brutales, una adolescente y sus amigos enfrentan una fuerza maligna que ha asolado su pueblo por siglos. Shadyside nos da la bienvenida.
Janiak describe esta película con influencias de slasher de la década de 1990, especialmente Scream.

### La calle del terror (Parte 2): 1978
En el pueblo maldito de Shadyside, una ola de masacres siembra miedo en el Campamento Nightwing y convierte un verano de diversión en una descarnada lucha por sobrevivir.
Janiak afirma que fue influenciada por la película Viernes 13 para crear esta parte.

### La calle del terror (Parte 3): 1666
Deena viaja a 1666 y descubre la verdad sobre Sarah Fier. En 1994, el grupo de amigos lucha por sobrevivir y por el futuro de Shadyside.
Janiak compara esta parte con El nuevo mundo.

### Futuro potencial
En julio de 2021, la directora Leigh Janiak expresó interés en expandir la serie de películas más allá de la trilogía de películas. Ella había declarado estar interesada en adaptar una película de slasher que tiene lugar durante la década de 1950 y se centra en Harry Rooker / The Milkman. Los miembros del elenco expresaron igualmente interés en regresar.

## Elenco y personajes
| Personaje                       | Parte 1: 1994        | Parte 2: 1978                                    | Parte 3: 1666                                    |
| ------------------------------- | -------------------- | ------------------------------------------------ | ------------------------------------------------ |
| Deena Johnson                   | Kiana Madeira        | Kiana Madeira                                    | Kiana Madeira                                    |
| Samantha «Sam» Fraser           | Olivia Scott Welch   | Olivia Scott Welch                               | Olivia Scott Welch                               |
| Josh Johnson                    | Benjamin Flores Jr.  | Benjamin Flores Jr.                              | Benjamin Flores Jr.                              |
| Kate Schmidt                    | Julia Rehwald        |                                                  | Julia Rehwald                                    |
| Simon Kalivoda                  | Fred Hechinger       |                                                  | Fred Hechinger                                   |
| Nick Goode                      | Ashley Zukerman      | Ashley Zukerman Ted Sutherland (adolescente)     | Ashley Zukerman Ted Sutherland (adolescente)     |
| Martin P. Franklin              | Darrell Britt-Gibson |                                                  | Darrell Britt-Gibson                             |
| Heather Watkins                 | Maya Hawke           |                                                  |                                                  |
| Mary Lane                       | Jordana Spiro        | Jordana Spiro                                    | Jordana Spiro                                    |
| Ruby Lane                       | Jordyn DiNatale      | Jordyn DiNatale                                  | Jordyn DiNatale                                  |
| Sarah Fier                      | Elizabeth Scopel     | Elizabeth Scopel                                 | Elizabeth Scopel                                 |
| Christine «Ziggy» Berman        |                      | Gillian Jacobs (adulta) Sadie Sink (adolescente) | Gillian Jacobs (adulta) Sadie Sink (adolescente) |
| Cindy Berman                    |                      | Emily Rudd                                       | Emily Rudd                                       |
| Alice                           |                      | Ryan Simpkins                                    | Ryan Simpkins                                    |
| Tommy Slater / Nightwing Killer | Doble de acción      | McCabe Slye                                      | McCabe Slye                                      |
| Sheila                          |                      | Chiara Aurelia                                   |                                                  |

Notas
1. ↑  Interpreta Sarah Fier durante la visión que tiene Deena sobre el pasado de Sarah Fier en la Parte 3: 1666.
2. ↑  Interpreta Hannah Miller durante la visión que tiene Deena sobre el pasado de Sarah Fier en la Parte 3: 1666.
3. ↑  Interpreta Henry Fier durante la visión que tiene Deena sobre el pasado de Sarah Fier en la Parte 3: 1666.
4. ↑  Interpreta Lizzie durante la visión que tiene Deena sobre el pasado de Sarah Fier en la Parte 3: 1666.
5. ↑  Interpreta Isaac durante la visión que tiene Deena sobre el pasado de Sarah Fier en la Parte 3: 1666.
6. ↑  Interpreta Solomon Goode durante la visión que tiene Deena sobre el pasado de Sarah Fier en la Parte 3: 1666.
7. ↑  Interpreta Constance Berman durante la visión que tiene Deena sobre el pasado de Sarah Fier en la Parte 3: 1666.
8. ↑  Interpreta Abigail Berman durante la visión que tiene Deena sobre el pasado de Sarah Fier en la Parte 3: 1666.
9. ↑  Interpreta Mad Thomas durante la visión que tiene Deena sobre el pasado de Sarah Fier en la Parte 3: 1666.

## Lanzamiento
La película estaba programada para estrenarse en cines en junio de 2020, pero se retiró del calendario debido a la pandemia de COVID-19. En abril de 2020, Chernin Entertainment terminó su acuerdo de distribución con 20th Century Studios e hizo un acuerdo de primera vista de varios años con Netflix. En agosto de 2020, Netflix adquirió los derechos de distribución de la trilogía de La calle del terror. Las películas se estrenaron exclusivamente como películas originales de Netflix.
En mayo de 2021, el tráiler oficial lanzado por Netflix anunció los créditos, las fechas de lanzamiento y los títulos oficiales de las respectivas películas como: La calle del terror (Parte 1): 1994, La calle del terror (Parte 2): 1978 y La calle del terror (Parte 3): 1666. La trilogía de películas tendría clasificación R, con el escritor de la serie original de novelas R.L. Stine elogiando la dirección y adaptaciones de sus libros.
Las películas de la serie se programaron para su estreno en un lapso de tres semanas comenzando desde el: 2 de julio, 9 de julio y terminando el 16 de julio.

## Recepción
Para obtener más detalles sobre la recepción de cada película, consulte la sección «Recepción» en el artículo de cada película.

### Respuesta crítica y pública
| Película                            | Rotten Tomatoes              | Rotten Tomatoes             | Rotten Tomatoes            | Metacritic                     | Metacritic                     | IMDb                            | Filmaffinity                  |
| Película                            | Crítica                      | Críticos seleccionados      | Audiencia                  | Metascore                      | Audiencia                      | IMDb                            | Filmaffinity                  |
| ----------------------------------- | ---------------------------- | --------------------------- | -------------------------- | ------------------------------ | ------------------------------ | ------------------------------- | ----------------------------- |
| La calle del terror (Parte 1): 1994 | 84% (Basado en 116 críticas) | 78% (Basado en 23 críticas) | 62% (Basado en 1000 votos) | 67/100 (Basado en 20 críticas) | 5.7/10 (Basado en 20 críticas) | 6.2/10 (Basado en 88 000 votos) | 5.4/10 (Basado en 7108 votos) |
| La calle del terror (Parte 2): 1978 | 87% (Basado en 110 críticas) | 79% (Basado en 24 críticas) | 80% (Basado en 1000 votos) | 61/100 (Basado en 16 críticas) | 6.9/10 (Basado en 108 votos)   | 6.7/10 (Basado en 70 000 votos) | 6.0/10 (Basado en 5790 votos) |
| La calle del terror (Parte 3): 1666 | 88% (Basado en 101 críticas) | 90% (Basado en 20 críticas) | 76% (Basado en 1000 votos) | 68/100 (Basado en 15 críticas) | 6.6/10 (Basado en 100 votos)   | 6.6/10 (Basado en 58 000 votos) | 5.8/10 (Basado en 4954 votos) |
| Promedio                            | 86%                          | 82%                         | 73%                        | 65                             | 6.4                            | 6.5                             | 5.7                           |